# 2013年茨城縣知事選舉
2013年茨城縣知事選舉（日語：2013年茨城県知事選挙），是於2013年（平成25年）9月8日所舉行的日本地方選舉，以決定下任的茨城縣知事。

## 概要
由於現任知事橋本昌任期結束，因此舉辦本次選舉。總計共有兩名候選人，分別是目標六連任的橋本昌（無所屬），以及日本共產黨推薦的田中重博，他曾經擔任茨城大學副校長等職務。雙方主打的議題為橋本執政五期、二十年以來的各方評價，加上是否重啟東海第二核電站運作和縣政府財政重建的對策等問題。此外，也包括認同橋本連任的爭議。

### 各方反應
乘著第23屆日本參議院議員通常選舉大勝而取得執政權的態勢，自民黨礙於黨內規定目標四連任即禁止推薦下，並未推薦橋本，如同上次嘗試五連任選舉的情形。然而，同時自民黨也無人參選，上屆推薦的人選則是慘敗，在此背景之下放棄單獨推薦，最終決定自主投票。另外，隸屬黨縣連的組織山方支部（舊山方町地區）請求橋本出馬參選，引起黨縣連不滿，要求山方支部撤回先前的言論。該支部在上屆也曾表示過支持橋本參選之意。
民主黨於眾院選舉落敗後，以重振黨為最優先事項，並未擁立候選人，與前屆相同選擇自主投票。
共產黨推派田中重博出馬。同時，日本勞動組合總聯合會茨城方面，則推薦橋本參選。
8月2日舉辦知事選舉說明會，當時還包括從事農業、居住於結城市的高嶋努，以及前上班族、居住於行方市的郡司納出席。至選前審查時，郡司依舊參與，與橋本、田中形成三人爭取知事職務的形勢，不過於選舉通知發送時，僅剩橋本、田中互相競爭。高嶋在選舉説明會曾經表示參選之意，不過於選舉前又撤回。

## 選舉詳細

### 公告日
- 2013年（平成25年）8月22日[11]

### 投票日
- 2013年（平成25年）9月8日[11]
  - 當日投票時間：午前7時 ~ 午後8時
  - 期日前投票：8月23日 ~ 9月7日

### 同日選舉
- 茨城縣議會議員補選（8月30日 公告）[12][13]
  - 古河市選舉區（該區議員代表因參選市長而辭職）
  - 取手市選舉區（該區議員代表去世）
  - 筑西市選舉區（該區議員代表因參選眾議院選舉而辭職）
- 行方市長選舉（任期終了，9月1日 公告）[12][13]
- 東海村長選舉（任期終了，9月3日 公告）[12][13]
- 行方市議會議員補選（該區議員代表過世及參選市長而辭職，9月1日公告）[12][13]

## 候選人
共有兩名候選人參選。
| 候選人        | 年齡 | 黨派                       | 新舊     | 頭銜             |
| ------------- | ---- | -------------------------- | -------- | ---------------- |
| 橋本昌 （はしもと まさる）   | 67   | 無所屬                     | 現任     | 茨城縣知事       |
| 田中重博 （たなか しげひろ） | 66   | 無所屬 （日本共產黨 推薦） | 新候選人 | 茨城大学名譽教授 |

### 候選人訴求
橋本
1. 把從東日本大震災和福島第一核電站事故復興視為最重要的課題。
2. 目標提升兒童、學生的學習力，小學1至6年級擴大實施少人數班級。
3. 穩固縣內的醫師人數，並建立急救醫療與產期醫療的制度。
4. 以吸引企業進駐穩固勞動雇用人數，間接促使地方活性化。

田中
1. 東海第二核電站立即廢爐。
2. 停止大型開發工程。
3. 反對消費税增稅。
4. 充實醫療、福利、教育等方面

## 選舉時程
- 2013年4月17日 - 茨城縣內的全部共44名現任市町村長請求橋本出馬參選[15]。
- 2013年6月3日 - 自民黨縣連的山方支部獨自表達支持橋本連任。[4]
- 2013年6月18日 - 橋本在縣政府召開記者會，宣布投入參選[16]。
- 2013年6月21日 - 由共產黨縣委員會等組織所組成的「點亮民主縣會」在水戶市舉行記者會，公開該黨擁立田中為候選人[6]。
- 2013年7月24日 - 自民黨縣連於東京都的人員與同黨國會議員協商的結果出爐，宣布放棄單獨推薦候選人。此後，7月29日決定自主投票[3]。
- 2013年7月27日 
  - 民主黨縣連召開常任幹事會，決定自主投票。[5]
  - 日本勞動組合總聯合會茨城分部則宣布，決定推薦橋本參選。[5]
- 2013年8月2日 - 舉辦知事選舉説明會，共有四人參加。此時，無所屬的高嶋表示出馬參選之意。[7]
- 2013年8月16日 
  - 先前表達參選的高嶋，最終決定放棄。[10]
  - 舉行知事選舉事前審査，有三人出席。郡司在說明會後宣布投入選舉。[8]
- 2013年8月22日 - 選舉公告。除了郡司以外，其他兩人皆列於公告之中。[1]
- 2013年9月8日 - 投票、開票。最終橋本順利贏得選舉，締造六連任。

## 其他

### 低投票率
自2005年的第44屆日本眾議院議員總選舉、2009年第45屆日本眾議院議員總選舉，當茨城縣知事選舉與高注目度的全國選舉同日舉辦時，投票率幾乎都突破60%。然而，此次選舉並未與其他全國選舉一同舉行。在2001年的知事選舉，由於舉辦日期正處於上述的情況，投票率僅29.93%，為茨城縣知事選舉史上最低，日本全國歷代第八低。實際上，此次選舉的日前投票相當冷清，縣選舉管理委員會曾於9月5日發表緊急聲明，呼籲民眾踴躍投票，避免2011年埼玉縣知事選舉投票率24.89%的最低紀錄被打破。
此外，縣選舉管理委員會和在地偶像、當地吉祥物合作，任命為一日選舉管理委員，也發表宣傳選舉的相關動畫。

## 外部連結
- 茨城縣選舉管理委員會 （日語）
- 平成25年９月８日（日）執行 茨城県知事選挙 - 茨城縣選舉管理委員會 （日語）
- 茨城県知事選 ニュース＆選挙速報 - 茨城新聞 （日語）